# Copa armènia de futbol
La copa armènia de futbol, en armeni Հայաստանի Անկախության Գավաթ (Copa de la Independència Armènia), és la màxima competició futbolística per eliminatòries d'Armènia.
S'inicià l'any 1939, quan Armènia formava part de la Unió Soviètica i era classificatòria per la copa soviètica de futbol. Després de la independència del país, la competició és organitzada per la Federació de Futbol d'Armènia. La final es disputa el 9 de maig.

## Historial
Font:

### Campions durant l'època soviètica
- 1939 Dinamo Leninakan
- 1940 FC Dinamo Yerevan
- 1941-44 no es disputà
- 1945 FC Dinamo Yerevan
- 1946 FC Dinamo Yerevan
- 1947 no es disputà
- 1948 DO Yerevan
- 1949 DO Yerevan
- 1950 Krasnoe Znamj Leninakan
- 1951 Krasnoe Znamj Leninakan
- 1952 Stroitel Yerevan
- 1953 Himik Kirovokan
- 1954 Himik Kirovokan
- 1955 Krasnoe Znamj Leninakan
- 1956 SKIF Yerevan
- 1957 SKIF Yerevan
- 1958 Tekstilshik Leninakan
- 1959 Tekstilshik Leninakan
- 1960 Stroitel Yerevan
- 1961 Himik Kirovokan
- 1962 Motor Yerevan
- 1963 Lernagorz Kafan
- 1964 Aeroflot Yerevan
- 1965 Motor Yerevan
- 1966 Himik Yerevan
- 1967 Elektrotehnik Yerevan
- 1968 Araks Yerevan
- 1969 Motor Yerevan
- 1970 Motor Yerevan
- 1971 SKIF Yerevan
- 1972 SKIF Yerevan
- 1973 Aragats Leninakan
- 1974 SKIF Yerevan
- 1975 FC Kotayk Abovian
- 1976 FC Kotayk Abovian
- 1977 FC Kotayk Abovian
- 1978 Kanaz Yerevan
- 1979 SKIF Yerevan
- 1980 Metroschin Yerevan
- 1981 MBVD Yerevan
- 1982 Metroschin Yerevan
- 1983 SKIF Yerevan
- 1984 Motor Yerevan
- 1985 Impuls Diligan
- 1986 Schweinik Spitak
- 1987 Iskra Yerevan
- 1988 Kumairi Leninakan
- 1989 Almast Yerevan
- 1990 desconegut
- 1991 desconegut

### Campions des de la independència
| Any     | Campió              | Resultat    | Finalista      | Estadi                          | Espectadors |
| ------- | ------------------- | ----------- | -------------- | ------------------------------- | ----------- |
| 1991-92 | Banants (1)         | 2-0         | Homenetmen     | Estadi Hrazdan, Erevan          | 3.347       |
| 1992-93 | Ararat (1)          | 3-1         | Shirak         | Estadi Hrazdan, Erevan          | 7.000       |
| 1993-94 | Ararat (2)          | 1-0         | Shirak         | Estadi Hrazdan, Erevan          | 10.000      |
| 1994-95 | Ararat (3)          | 4-2         | Kotayk         | Estadi Hrazdan, Erevan          | 1.000       |
| 1995-96 | Pyunik (1)          | 3-2         | Kotayk         | Estadi Hrazdan, Erevan          | 3.000       |
| 1996-97 | Ararat (4)          | 1-0         | Pyunik         | Estadi Hrazdan, Erevan          | 4.500       |
| 1997-98 | Tsement (1)         | 3-1         | Yerevan        | Estadi Hrazdan, Erevan          | 4.000       |
| 1998-99 | Tsement (2)         | 3-2         | Shirak         | Estadi Hrazdan, Erevan          | 4.000       |
| 1999-00 | Mika (1)            | 2-1         | Zvartnots-AAL  | Estadi Kotayk, Abovian          | 4.500       |
| 2000-01 | Mika (2)            | 1-1 pen     | Ararat         | Estadi Hanrapetakan, Erevan     | 7.500       |
| 2001-02 | Pyunik (2)          | 2-0         | Zvartnots-AAL  | Estadi Hanrapetakan, Erevan     | 8.000       |
| 2002-03 | Mika (3)            | 1-0         | Banants        | Estadi Hanrapetakan, Erevan     | 5.000       |
| 2003-04 | Pyunik (3)          | 0-0 pen     | Banants        | Estadi Hanrapetakan, Erevan     | 10.000      |
| 2004-05 | Mika (4)            | 2-0         | Kilikia        | Estadi Hanrapetakan, Erevan     | 6.000       |
| 2005-06 | Mika (5)            | 1-0         | Pyunik         | Estadi Hanrapetakan, Erevan     | 1.400       |
| 2006-07 | Banants (2)         | 3-1 (prò.)  | Ararat         | Estadi Hanrapetakan, Erevan     | 6.000       |
| 2007-08 | Ararat (5)          | 2-1 (prò.)  | Banants        | Estadi Arnar, Idjevan           | 3.000       |
| 2008-09 | Pyunik (4)          | 1-0         | Banants        | Estadi Hanrapetakan, Erevan     | 7.500       |
| 2009-10 | Pyunik (5)          | 4-0         | Banants        | Estadi Hanrapetakan, Erevan     | 8.000       |
| 2010-11 | Mika (6)            | 4-1         | Shirak         | Estadi Hanrapetakan, Erevan     | 9.300       |
| 2011-12 | Shirak (1)          | 1-0         | Impulse        | Estadi Ciutat de Gyumri, Gyumri | 3.000       |
| 2012-13 | Pyunik (6)          | 1-0         | Shirak         | Estadi Hrazdan, Erevan          | 2.500       |
| 2013-14 | Pyunik (7)          | 2-1         | Gandzasar      | Estadi Hrazdan, Erevan          | 5.000       |
| 2014-15 | Pyunik (8)          | 3-1         | Mika           | Estadi Republicà, Erevan        | 5.000       |
| 2015-16 | Banants (3)         | 2-0         | Mika           | Estadi Republicà, Erevan        | 3.000       |
| 2016-17 | Shirak (2)          | 3-0         | Pyunik         | Estadi Republicà, Erevan        | 2.000       |
| 2017-18 | Gandzasar Kapar (1) | 1-1 (4-3 p) | FC Alashkert   | Estadi Republicà, Erevan        | 1.000       |
| 2018–19 | Alashkert (1)       | 1–0         | Lori           | Estadi Banants, Erevan          | 4.000       |
| 2019–20 | Noah (1)            | 5–5 (7–6 p) | Ararat-Armenia | Acadèmia de futbol d'Erevan     | 0           |
| 2020–21 | Ararat (6)          | 3–1         | Alashkert      | Estadi Republicà, Erevan        | 4.000       |
| 2021–22 | Noravank (1)        | 2–0         | Urartu         | Estadi Republicà, Erevan        | -           |
| 2022–23 | Urartu (4)          | 2–1         | Shirak         | Estadi Republicà, Erevan        | -           |
| 2023–24 | Ararat-Armenia (1)  | 1–1 (5–3 p) | Urartu         | Estadi Republicà, Erevan        | -           |

1. ↑  Partit disputant a portes tancades per la pandèmia de la COVID-19.[2]